# Provincia de Medina (Colombia)
Medina es una provincia del departamento de Cundinamarca (Colombia).

## Contexto geográfico
La Provincia de Medina es la más oriental de Cundinamarca, limitando con los departamentos de Boyacá, Casanare y Meta. Tiene por capital a la población homónima, el municipio de Medina.

## Límites provinciales
- Norte: Provincia de Neira, Boyacá.
- Sur: Departamento del Meta.
- Oeste: Provincia del Guavio.
- Este: Departamentos del Meta y Casanare.

## Administración
La provincia de Medina está integrada por dos municipios: Medina y Paratebueno.